# 끼엔통
끼엔통(베트남어: Kiền Thống / 乾統 건통 / 1593년 3월 ~ 1625년 5월)은 베트남 막 왕조(莫朝) 제7대 군주 막낀꿍(莫敬恭)의 연호이다. 끼엔통 33년(1625년) 5월, 찐 주(鄭主)의 군대가 고평(高平, 지금의 까오방)을 정벌하면서, 막 왕조의 군주 막낀꿍을 생포하였다. 이후, 막낀꿍은 탕롱으로 압송된 후 참수되었다.

## 개원
- 캉흐우(康佑) 원년(1593년) 3월에 막낀꿍(莫敬恭)이 황제 즉위 후, 연호를 끼엔통(乾統)으로 개원함.[1][2]

- 끼엔통(乾統) 33년(1625년) 5월에 찐 주의 군대가 막낀꿍을 생포하면서, 끼엔통 연호가 중지됨.[2][3]

## 연대 대조표
| 끼엔통 | 서기 (西紀) | 간지 (干支) | 후 레 왕조 연호                   | 명나라 연호               |                         |
| 원년   | 1593년      | 계사 (癸巳) | 꽝흥(光興) 16년                   | 만력(萬曆) 21년           |                         |
| 2년    | 1594년      | 갑오 (甲午) | 꽝흥 17년                         | 만력 22년                 |                         |
| 3년    | 1595년      | 을미 (乙未) | 꽝흥 18년                         | 만력 23년                 |                         |
| 4년    | 1596년      | 병신 (丙申) | 꽝흥 19년                         | 만력 24년                 |                         |
| 5년    | 1597년      | 정유 (丁酉) | 꽝흥 20년                         | 만력 25년                 |                         |
| 6년    | 1598년      | 무술 (戊戌) | 꽝흥 21년                         | 만력 26년                 |                         |
| 7년    | 1599년      | 기해 (己亥) | 꽝흥 22년                         | 만력 27년                 |                         |
| 8년    | 1600년      | 경자 (庚子) | 턴득(愼德) 원년 호앙딘(弘定) 원년 | 만력 28년                 |                         |
| 9년    | 1601년      | 신축 (辛丑) | 호앙딘 2년                        | 만력 29년                 |                         |
| 10년   | 1602년      | 임인 (壬寅) | 호앙딘 3년                        | 만력 30년                 |                         |
| 끼엔통 | 서기 (西紀) | 간지 (干支) | 후 레 왕조 연호                   | 명나라 연호               |                         |
| 11년   | 1603년      | 계묘 (癸卯) | 호앙딘(弘定) 4년                  | 만력(萬曆) 31년           |                         |
| 12년   | 1604년      | 갑진 (甲辰) | 호앙딘 5년                        | 만력 32년                 |                         |
| 13년   | 1605년      | 을사 (乙巳) | 호앙딘 6년                        | 만력 33년                 |                         |
| 14년   | 1606년      | 병오 (丙午) | 호앙딘 7년                        | 만력 34년                 |                         |
| 15년   | 1607년      | 정미 (丁未) | 호앙딘 8년                        | 만력 35년                 |                         |
| 16년   | 1608년      | 무신 (戊申) | 호앙딘 9년                        | 만력 36년                 |                         |
| 17년   | 1609년      | 기유 (己酉) | 호앙딘 10년                       | 만력 37년                 |                         |
| 18년   | 1610년      | 경술 (庚戌) | 호앙딘 11년                       | 만력 38년                 |                         |
| 19년   | 1611년      | 신해 (辛亥) | 호앙딘 12년                       | 만력 39년                 |                         |
| 20년   | 1612년      | 임자 (壬子) | 호앙딘 13년                       | 만력 40년                 |                         |
| 끼엔통 | 서기 (西紀) | 간지 (干支) | 후 레 왕조 연호                   | 명나라 연호               | 막 왕조 연호 (막낀코안) |
| 21년   | 1613년      | 계축 (癸丑) | 호앙딘(弘定) 14년                 | 만력(萬曆) 41년           | …                       |
| 22년   | 1614년      | 갑인 (甲寅) | 호앙딘 15년                       | 만력 42년                 | …                       |
| 23년   | 1615년      | 을묘 (乙卯) | 호앙딘 16년                       | 만력 43년                 | …                       |
| 24년   | 1616년      | 병진 (丙辰) | 호앙딘 17년                       | 만력 44년                 | …                       |
| 25년   | 1617년      | 정사 (丁巳) | 호앙딘 18년                       | 만력 45년                 | …                       |
| 26년   | 1618년      | 무오 (戊午) | 호앙딘 19년                       | 만력 46년                 | 롱타이(隆泰) 원년       |
| 27년   | 1619년      | 기미 (己未) | 호앙딘 20년 빈또(永祚) 원년       | 만력 47년                 | 롱타이 2년              |
| 28년   | 1620년      | 경신 (庚申) | 빈또 2년                          | 만력 48년 태창(泰昌) 원년 | 롱타이 3년              |
| 29년   | 1621년      | 신유 (辛酉) | 빈또 3년                          | 천계(天啓) 원년           | 롱타이 4년              |
| 30년   | 1622년      | 임술 (壬戌) | 빈또 4년                          | 천계 2년                  | 롱타이 5년              |
| 끼엔통 | 서기 (西紀) | 간지 (干支) | 후 레 왕조 연호                   | 명나라 연호               | 막 왕조 연호 (막낀코안) |
| 31년   | 1623년      | 계해 (癸亥) | 빈또(永祚) 5년                    | 천계(天啓) 3년            | 롱타이(隆泰) 6년        |
| 32년   | 1624년      | 갑자 (甲子) | 빈또 6년                          | 천계 4년                  | 롱타이 7년              |
| 33년   | 1625년      | 을축 (乙丑) | 빈또 7년                          | 천계 5년                  | 롱타이 8년              |

## 동시대 연호

### 베트남
후 레 왕조(後黎朝)
- 꽝흥(光興) (1578년 ~ 1599년)
- 턴득(愼德) (1600년)
- 호앙딘(弘定) (1600년 ~ 1619년)
- 빈또(永祚) (1619년 ~ 1629년)

막 왕조(莫朝, 분조)
- 롱타이(隆泰) (1618년 ~ 1625년)

기타
- 부당(武登) 라빈(羅平) (1594년)
- 응우옌민찌(阮明智) 다이득(大德) (1595년 ~ 1597년)
- 응우옌드엉민(阮當明) 푹득(福德) (1596년 ~ 1597년)

### 중국
명(明)
- 만력(萬曆) (1573년 ~ 1620년)
- 태창(泰昌) (1620년)
- 천계(天啓) (1621년 ~ 1627년)

후금(後金)
- 천명(天命) (1616년 ~ 1626년)

중국(기타)
- 이신(李新) 홍무(洪武) (1619년)
- 이문(李文) 천진혼(天眞混) (1619년)
- 사숭명(奢崇明) 서응(瑞應) (1621년 ~ 1629년)
- 서홍유(徐鴻儒) 대성흥승(大成興勝) (1622년)
- 정진명(鄭振明) 일통(一統) (1622년)
- 후덕(侯德) 현정(玄静) (1622년)
- 양환(楊桓), 양종유(楊從儒) 의덕(懿德) (1624년)

### 일본
- 분로쿠(文祿) (1592년 ~ 1596년)
- 게이초(慶長) (1596년 ~ 1615년)
- 겐나(元和) (1615년 ~ 1624년)
- 간에이(寬永) (1624년 ~ 1644년)

## 같이 보기
- 다른 왕조의 같은 연호
  - 요(遼) 건통(乾統, 1101년 ~ 1110년)

- 베트남의 연호